# Calamopitys
Calamopitys — викопний рід судинних рослин родини Calamopityaceae з групи насінних папоротей (Pteridospermatophyta), що існував у пізньому девоні та в кам'яновугільному періоді. Викопні рештки (стовбури) представників роду знайдено у США, Франції, Великій Британії та Німеччині.

## Види
- Diichnia eupunctata, Dale E. Thomas, 1935
- Diichnia saturni, Unger 1856